# کمال بافونتا
کمال بافونتا (انگلیسی: Kamal Bafounta؛ زادهٔ ۸ ژانویهٔ ۲۰۰۲) بازیکن فوتبال است.
وی همچنین در تیم ملی فوتبال France U16 بازی کرده‌است.